# Schloss Windheim
Das Schloss Windheim stand im unterfränkischen Windheim, einem Ortsteil der Gemeinde Wartmannsroth im bayerischen Landkreis Bad Kissingen.

## Geschichte
Das als Wasserburg konzipierte Windheimer Schloss wurde von den Herren von Thüngen wahrscheinlich im 13. Jahrhundert errichtet.
Im Jahr 1615 fiel es einem Brand zum Opfer, überdauerte aber nach dem Wiederaufbau den Dreißigjährigen Krieg unbeschädigt und wurde ab 1660 nach seiner Veräußerung an das Würzburger Juliusspital von dessen Amtsvogt bewohnt. Um 1770 bekam der für die Windheimer Pfarrei zuständige Klosterpater in einem Schlossturm, der seitdem „Klosterturm“ heißt, eine Wohnung zugewiesen.
Nach der Vereinigung der Amtsvogteien des Juliusspitals und Wolfsmünster im Jahr 1811 verließen die amtsvogtischen Bewohner das Schloss, woraufhin der Klosterpater des Ortes einige nun leergewordene Räumlichkeiten beziehen konnte und auch die örtliche Schule bis 1881 eine Unterkunft im Schloss fand.
Im Jahr 1882 musste das Anwesen wegen Baufälligkeit abgebrochen werden; an seiner Stelle entstand ein heute unter Denkmalschutz stehendes Försterwohnhaus.